# Tipos de interés oficiales del Banco Central Europeo

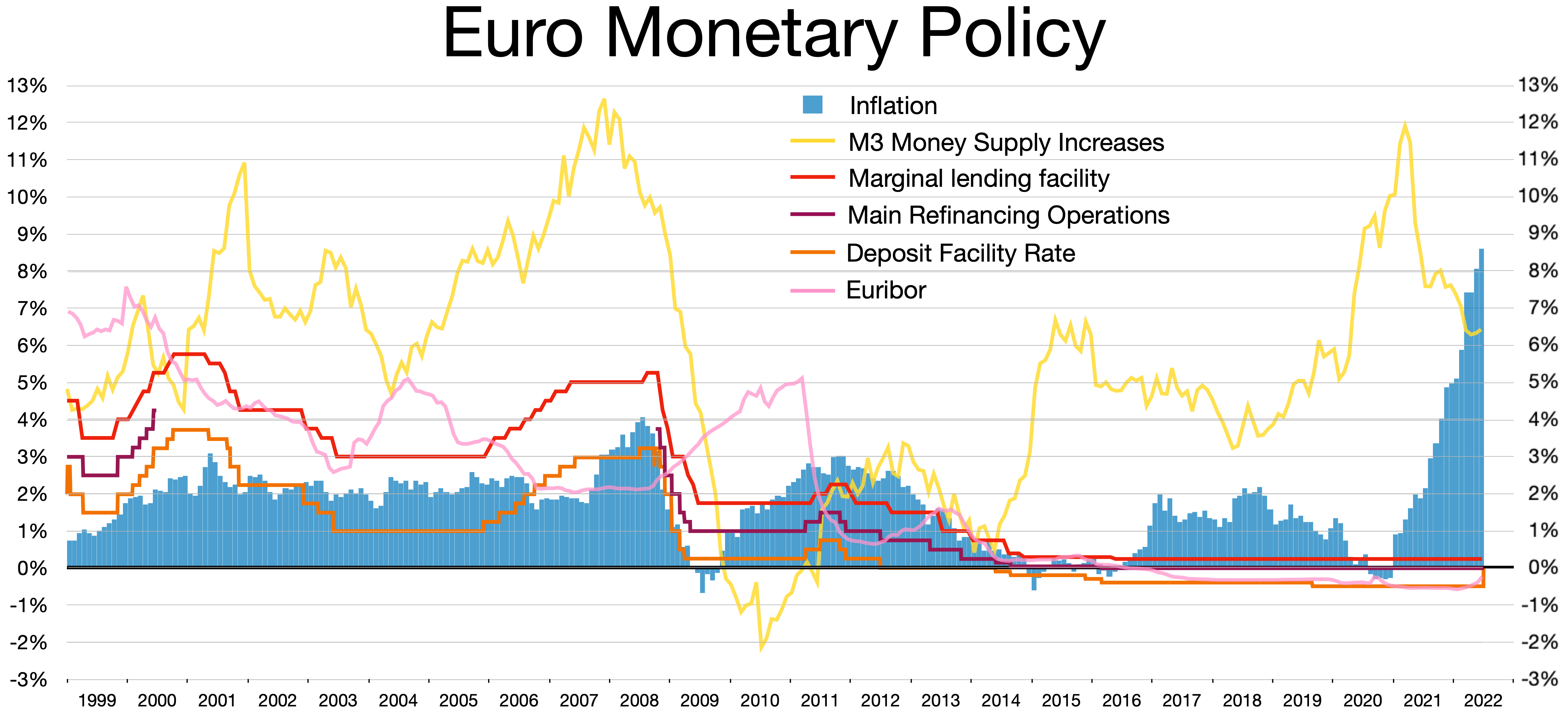
Política monetaria del euro entre 1999 y 2022 (en inglés)
Inflación Euro Zona año/año
Incremento de la oferta monetaria M3
Facilidad de préstamo marginal
Operaciones principales de financiación
Tasa de la facilidad de depósito
Euribor

Los tipos de interés oficiales o tipos de intervención del Banco Central Europeo (BCE) determinan la orientación de su política monetaria.
Entre las operaciones que utiliza el banco central para intervenir en la política monetaria se encuentra las operaciones de mercado abierto  que regulan la liquidez de la que disponen las entidades de crédito. Dentro de estas existen las denominadas operaciones principales de financiación, que mediante subastas a tipo de interés variable se encargan de inyectar liquidez al sistema bancario. Estas subastas son de carácter competitivo y tienen un interés mínimo. Este interés mínimo de salida es el tipo de interés oficial del BCE.

## Tipos oficiales
En la actualidad, los tipos de interés oficiales del BCE son:
- el tipo central que es el mínimo de puja de las operaciones principales de financiación.
- el tipo de interés de la facilidad marginal de crédito
- el tipo de interés de la facilidad de depósito.[1]

El tipo de interés de las operaciones principales de financiación es el que pagan los bancos cuando toman prestado dinero del BCE al plazo de una semana.
Los dos últimos tipos están incluidos dentro de las denominadas facilidades permanentes. El tipo de interés de la facilidad marginal de crédito ofrece a los bancos crédito a un día del Eurosistema. El tipo de interés de la facilidad de depósito (o tasa de depósito) es el que pueden utilizar los bancos para realizar depósitos a un día en el Eurosistema. 
Los tipos de interés oficiales de los bancos centrales son muy importantes para la economía y, por tanto, para el ciudadano. Por ejemplo, influyen en el interés de los préstamos a tipo variable. Ya que estos préstamos se asocian al índice euríbor y este índice depende en gran medida del tipo de interés del BCE. Su influencia va más allá, pues también afecta a los tipos generales a largo plazo, al precio de las acciones y activos fijos y en general a la actividad económica en su conjunto.